# 石敬岩
石敬岩（—1635年），本名石电，号敬岩，常熟人，明朝武術人物，生于隆庆年間，曾侨居长洲县彩云里。先世曾为元朝大臣，元亡成為贫户。

## 生平
常熟當地的薛四彭等人曾反抗當局，常熟县令耿橘為鎮壓薛四彭而招募群眾，石敬岩加入鎮壓行列。万历四十五年（1617年）冬，石敬岩跟隨陳禹謨镇压贵州二江苗民起义，次年攻破同安诸寨。
崇祯六年（1633年），沈萃楨在太仓駐守，石敬岩加入沈萃祯陣營。崇祯八年（1635年），张献忠率軍進攻庐州、舒城，無法攻佔，於是轉而攻佔庐江，並且围困桐城。苏州卫世袭指挥包文达率軍驰援桐城，石敬岩跟隨。1635年3月30日，明軍追擊击农民军至宿松時，于山谷中伏，石敬岩與包文达一同战死。